# Live in Europe 1993
Live in Europe 1993  (alternativnog naziva: On Tour MCMXCIII), uživo je box set britanskog hard rock sastava Deep Purple, kojeg 2006. godine, objavljuje diskografska kuća 'Sony BMG'.
Box set sadrži dva koncerta, koja je Deep Purple održao 1993. godine. Na prvom CD-u nalazi se nastup održan 16. listopada na Schleyerhalleu u Stuttgartu, Njemačka, dok drugi CD sadrži nastup iz 'National Exhibition centra' u Birminghamu, Engleska, održan 9. studenog, i posljednji je na kojemu je Ritchie Blackmore zajedno s Purpleom nastupio u Engleskoj.
Drugi koncert kasnije je ponovno izdana 2007. godine pod nazivom Live at the NEC. Ian Gillan obožavateljima sastava preporuča da ne kupuju ovo izdanje, opisujući ga kao jedno od najgorih Purpleovihg nastupa.

## CD popis pjesama
Sve pjesme napisali su Ian Gillan, Ritchie Blackmore, Roger Glover, Jon Lord i Ian Paice, osim gdje je drugačije naznačeno.

### Uživo u Schleyer Halle

#### Disk prvi
1. "Highway Star" – 7:20
2. "Black Night" – 6:15
3. "Talk About Love" – 4:22
4. "A Twist in the Tale" (Gillan, Blackmore, Glover) – 4:37
5. "Perfect Strangers" (Gillan, Blackmore, Glover) – 6:56
6. "The Mule" – 2:19
7. "Beethoven's Ninth" (Ludwig van Beethoven) – 8:08
8. "Knocking at Your Back Door" (Gillan, Blackmore, Glover) – 9:40
9. "Anyone's Daughter" – 4:16

#### Disk drugi
1. "Child in Time" – 11:09
2. "Anya" (Gillan, Blackmore, Glover, Lord) – 12:14
3. "The Battle Rages On" (Gillan, Blackmore, Glover, Lord, Paice) – 6:37
4. "Lazy" – 8:55
5. "In the Hall of the Mountain King" (Edvard Grieg) – 1:54
6. "Space Truckin'" – 2:26
7. "Woman from Tokyo" – 2:08
8. "Paint It, Black" (Mick Jagger, Keith Richards) – 5:35
9. "Speed King" – 7:24
10. "Hush" (Joe South) – 3:32
11. "Smoke on the Water" – 12:28

### Uživo u the NEC

#### Disk prvi
1. "Highway Star" – 8:12
2. "Black Night" – 5:19
3. "Talk About Love" – 4:16
4. "A Twist in the Tale" (Gillan, Blackmore, Glover) – 4:37
5. "Perfect Strangers" (Gillan, Blackmore, Glover) – 6:48
6. "Beethoven's Ninth" (Ludwig van Beethoven) – 2:51
7. "Jon's Keyboard Solo" (Lord) – 6:13
8. "Knocking at Your Back Door" (Gillan, Blackmore, Glover) – 8:48
9. "Anyone's Daughter" – 3:47

#### Disk drugi
1. "Child in Time" – 10:12
2. "Anya" (Gillan, Blackmore, Glover, Lord) – 7:16
3. "The Battle Rages On" (Gillan, Blackmore, Lord, Paice) – 6:23
4. "Lazy" – 7:21
5. "Drum Solo" (Paice) – 2:42
6. "Space Truckin'" – 2:22
7. "Woman from Tokyo" – 7:04
8. "Paint It, Black" (Jagger, Richards) – 3:22
9. "Hush/Smoke on the Water" (South)/(Gillan, Blackmore, Glover, Lord, Paice) – 9:41

## Izvođači
- Ian Gillan - vokal
- Ritchie Blackmore - gitara
- Jon Lord - klavijature
- Roger Glover - bas-gitara
- Ian Paice - bubnjevi

## Vanjske poveznice
- Allmusic